# Linda Joy Duffield
Linda Joy Duffield CMG (* 18. April 1953) ist eine britische Diplomatin.

## Leben
Linda Joy Duffield trat 1976 in das Department of Health and Social Security (DHSS) (Gesundheitsamt) ein und studierte  1986 an der École nationale d’administration in Paris.
1987 wurde sie Botschaftssekretärin erster Klasse im Foreign and Commonwealth Office. Von November 2002 bis 2004 leitete sie die Abteilung weiteres Europa im Foreign and Commonwealth Office. 1989 wurde sie in Moskau im Bereich Handel beschäftigt. 1992 wurde sie zur Botschaftsrätin befördert.
Von Mai 1999 bis 2002 war sie High Commissioner für Sri Lanka in Colombo.
Von 2004 bis 2009 war sie Botschafterin in Prag.